# Gouviães
Gouviães is een plaats (freguesia) in de Portugese gemeente Tarouca en telt 481 inwoners (2001).